# Tribelaceae
Tribelaceae is een botanische naam, voor een familie van tweezaadlobbige planten. Een familie onder deze naam wordt niet vaak erkend door systemen van plantentaxonomie, maar wel door het APG-systeem (1998) en APG II-systeem (2003).
Het gaat om een heel kleine familie van één soort. De APWebsite erkent de familie niet en plaatst deze soort in de familie Escalloniaceae.